# Krajno selo
Krajno selo (bulgariska: Крайно село) är ett distrikt i Bulgarien.   Det ligger i kommunen Obsjtina Kărdzjali och regionen Kărdzjali, i den södra delen av landet, 200 km sydost om huvudstaden Sofia.